# Orocrambus vittellus
Orocrambus vittellus là một loài bướm đêm trong họ Crambidae.